# Valeuil
Valeuil là một xã, nằm ở tỉnh Dordogne vùng Aquitaine của Pháp. Xã này có diện tích 18,5 kilômét vuông, dân số năm 2006 là 407 người. Xã nằm ở khu vực có độ cao trung bình 101 m trên mực nước biển.

## Thông tin nhân khẩu
Nguồn: INSEE  và Cassini 
| 1793 | 1800 | 1806 | 1821 | 1831 | 1836 | 1841 | 1846 | 1851 |
| ---- | ---- | ---- | ---- | ---- | ---- | ---- | ---- | ---- |
| 650  | 631  | 667  | 661  | 728  | 719  | 728  | 785  | 781  |

| 1856 | 1861 | 1866 | 1872 | 1876 | 1881 | 1886 | 1891 | 1896 |
| ---- | ---- | ---- | ---- | ---- | ---- | ---- | ---- | ---- |
| 779  | 717  | 742  | 728  | 709  | 723  | 711  | 663  | 648  |

| 1901 | 1906 | 1911 | 1921 | 1926 | 1931 | 1936 | 1946 | 1954 |
| ---- | ---- | ---- | ---- | ---- | ---- | ---- | ---- | ---- |
| 625  | 667  | 672  | 572  | 567  | 541  | 507  | 456  | 400  |

| 1962                                         | 1968 | 1975 | 1982 | 1990 | 1999 | 2006 | - | - |
| -------------------------------------------- | ---- | ---- | ---- | ---- | ---- | ---- | - | - |
| 323                                          | 286  | 267  | 290  | 283  | 356  | 407  | - | - |
| Số liệu kể từ 1962 : dân số không tính trùng |      |      |      |      |      |      |   |   |